# Dörpsee (Emkendorf)
Der Dörpsee ist ein See im Kreis Rendsburg-Eckernförde im deutschen Bundesland Schleswig-Holstein. Er befindet sich südlich der Ortschaft Emkendorf und hat eine Fläche von 5,1 ha.
Am Dörpsee gibt es eine Badestelle, der Weg dorthin ist in den Sommermonaten für Fahrzeuge gesperrt, auf beiden Seiten befinden sich Parkplätze.
Etwa 350 Meter nördlich des Dörpsees liegt der Hasensee, der zum Westensee entwässert, und ca. 1,4 Kilometer südlich der Vollstedter See, der zum Einzugsgebiet der Wehrau gehört. Zwischen Dörp- und Vollstedter See liegen noch zwei kleine Stillgewässer.